# Sandgebiete zwischen Mannheim und Sandhausen
Sandgebiete zwischen Mannheim und Sandhausen (Zone nisipoase între Mannheim și Sandhausen) este o arie protejată (arie specială de conservare — SAC, sit de importanță comunitară — SCI) din Germania întinsă pe o suprafață de 1.774,03 ha, integral pe uscat.

## Localizare
Centrul sitului Sandgebiete zwischen Mannheim und Sandhausen este situat la coordonatele 49°26′23″N 8°33′12″E / 49.4397°N 8.5533°E. Aria este situată între Walldorf și cartierul Blumenau din Mannheim și acoperă zonele a șase orașe și comune.
- Mannheim: 1153,1189 ha = 65 %
- Heidelberg: 35,4805 ha = 2 %

- Ketsch: 124,182 ha = 7 %
- Oftersheim: 177,4029 ha = 10 %
- Sandhausen: 141,9223 ha = 8 %
- Schwetzingen: 141,9223 ha = 8 %

## Înființare
Situl Sandgebiete zwischen Mannheim und Sandhausen a fost declarat sit de importanță comunitară în ianuarie 2005 pentru a proteja 1 specie de plante și 7 specii de animale. Situl a fost protejat și ca arie specială de conservare în ianuarie 2019.

## Biodiversitate
Situată în ecoregiunea continentală, aria protejată conține 10 habitate naturale: Vegetație psamofilă uscată cu Calluna și Genista, Vegetație psamofilă uscată cu pășuni deschise de Corynephorus și Agrostis, Pajiști calcaroase din nisipuri xerice, Fânețe de joasă altitudine (Alopecurus pratensis, Sanguisorba officinalis), Păduri de fag Luzulo-Fagetum, Păduri de fag Asperulo-Fagetum, Păduri de stejar sau de stejar și carpen sub-atlantice și medio-europene de Carpinion betuli, Păduri de stejar și carpen Galio-Carpinetum, Păduri acidofile de stejar bătrân cu Quercus robur pe câmpii nisipoase, Păduri de pin din stepa sarmatică.
La baza desemnării sitului se află mai multe specii protejate:
- plante (1): Jurinea cyanoides
- amfibieni (2): izvoraș-cu-burta-galbenă (Bombina variegata), triton cu creastă (Triturus cristatus)
- mamifere (1): liliac cu urechi mari (Myotis bechsteinii)
- nevertebrate (4): croitorul mare al stejarului (Cerambyx cerdo), Euplagia quadripunctaria, rădașcă (Lucanus cervus), Ophiogomphus cecilia